# Bylis Ballsh
Klubi i Futbollit Bylis Ballsh – albański klub piłkarski z siedzibą w Ballsh, założony w 1972.

## Historia
Klub powstał w 1972 jako Bylis Ballsh. W 1976 zmienił nazwę na Ballshi i Ri Bylis.
W 1995 klub powrócił do pierwotnej nazwy, a w sezonie 1997/98 po raz pierwszy brał udział w rozgrywkach Kategoria Superiore. W sezonie 1998/1999 po raz pierwszy uczestniczył w rozgrywkach Pucharu UEFA.
W 2006/2007 zespół znalazł się w Liga e Dytë (albańska trzecia liga). Awansował do drugiej ligi, a w następnym sezonie - znalazł się w pierwszej lidze. W sezonie 2008/2009 klub został zdegradowany, ale w sezonie 2009/10 znowu zajął 1. miejsce i w sezonie 2010/11 będzie grał w Kategoria Superiore. Obecnie klub występuje w Kategoria Superiore.
Trenerem zespołu jest Veljko Dovedan.

## Statystyki

### Klub w ligach albańskich
| Sezon   | Liga                | Pozycja | Zwycięstw | Remisów | Porażek | Bramki | Punkty |
| ------- | ------------------- | ------- | --------- | ------- | ------- | ------ | ------ |
| 2016/17 | Kategoria e Parë    |         |           |         |         |        |        |
| 2015/16 | Kategoria Superiore | 9.      | 8         | 8       | 20      | 27:53  | 32     |
| 2014/15 | Kategoria e Parë    | 1. (1.) | 17        | 2       | 8       | 46:26  | 53     |
| 2013/14 | Kategoria Superiore | 12.     | 5         | 9       | 19      | 20:54  | 24     |
| 2012/13 | Kategoria Superiore | 10.     | 9         | 6       | 11      | 32:29  | 30     |
| 2011/12 | Kategoria Superiore | 7.      | 9         | 8       | 9       | 40:37  | 35     |
| 2010/11 | Kategoria Superiore | 6.      | 13        | 4       | 16      | 44:48  | 43     |
| 2009/10 | Kategoria e Parë    | 1.      | 22        | 3       | 5       | 57:26  | 69     |
| 2008/09 | Kategoria Superiore | 9.      | 9         | 10      | 14      | 28:38  | 37     |
| 2007/08 | Kategoria e Parë    | 1.      | 23        | 5       | 6       | 70:20  | 74     |
| 2006/07 | Kategoria e Dytë    | 1.      | 19        | 1       | 2       | 71:24  | 58     |

Od sezonu 2014/15 Kategoria e Parë podzielona jest na 2 grupy (A i B). Liczba w nawiasie odpowiada miejscu, które drużyna zajęła w swojej grupie.

## Europejskie puchary
Legenda do wszystkich tabel:
- Q – runda eliminacyjna, 1/16, 1/8, 1/4, 1/2 – odpowiednia faza rozgrywek, Grupa – runda grupowa, 1r gr – pierwsza runda grupowa, 2r gr – druga runda grupowa, F – finał, R – runda, PO – play-off
- k. – rzuty karne, los. – losowanie, Dogr. – dogrywka, w. – zasada bramek strzelonych na wyjeździe

| Sezon     | Rozgrywki        | Runda | Klub                  | Dom | Wyjazd | Ogólnie |
| --------- | ---------------- | ----- | --------------------- | --- | ------ | ------- |
| 1999/2000 | Puchar UEFA      | Q     | Inter Bratysława      | 0–2 | 1–3    | 1–5     |
| 2000      | Puchar Intertoto | 1R    | Universitatea Krajowa | 0–1 | 3–3    | 3–4     |

## Skład na sezon 2019/2020
| Nr | Poz. | Piłkarz                     |
| -- | ---- | --------------------------- |
| 1  | BR   | Isli Hidi                   |
| 2  | OB   | Franc Ymeralilaj            |
| 3  | OB   | Silvester Shkalla           |
| 4  | OB   | Andi Hadroj                 |
| 5  | OB   | Stivian Janku               |
| 6  | PO   | Serxho Ujka                 |
| 7  | PO   | Eridon Qardaku              |
| 8  | PO   | Donald Mëllugja             |
| 9  | NA   | Emiliano Mozzone            |
| 10 | PO   | Valentino Murataj (kapitan) |
| 11 | PO   | Beji Anthony                |
| 12 | BR   | Festim Miraka               |
| 13 | OB   | Jurgen Goxha                |
| 14 | PO   | Mario Barjamaj              |
| 15 | OB   | Ditmar Bicaj                |
| 16 | OB   | Edison Ndreca               |
| 17 | PO   | Odirah Ntephe               |
| 20 | NA   | Saliou Guindo               |
| 22 | NA   | Majkel Peçi                 |

| Nr | Poz. | Piłkarz                                  |
| -- | ---- | ---------------------------------------- |
| 23 | NA   | Flosard Malçi                            |
| 24 | PO   | Kevin Aliaj                              |
| 25 | OB   | Ardit Peposhi                            |
| 28 | PO   | Angel Gonzalez                           |
| 32 | OB   | Vicente                                  |
| 33 | PO   | Eltun Turabov (wypożyczony z Sabah Baku) |
| 44 | OB   | Vasilis Zogos                            |
|    | OB   | Eljan Mehmetaj                           |
|    | BR   | Xhuljano Çaushaj                         |
|    | OB   | Vasil Zhongo                             |
|    | OB   | Oresti Kosti                             |
|    | PO   | Bjori Çelaj                              |
|    | OB   | Xhesjano Mehmetaj                        |
|    | PO   | Aladin Sallaku                           |
|    | NA   | Fabián Muñoz                             |
|    | PO   | Daniel Saliaj                            |
|    | NA   | Alpon Haxhiaj                            |
|    | NA   | Alojs Vrenozi                            |

### Piłkarze na wypożyczeniu
| Nr | Poz. | Piłkarz                                                 |
| -- | ---- | ------------------------------------------------------- |
|    | BR   | Kostandino Dramolli (w KS Pogradeci do 30 czerwca 2020) |